# Кіскелово
Кіскелово (рос. Кискелово) — присілок у Всеволожському районі Ленінградської області Російської Федерації.
Населення становить 29 осіб. Належить до муніципального утворення Лесколовське сільське поселення.

## Історія
Від 1 серпня 1927 року належить до Ленінградської області.

## Населення
| 1848 | 1862 | 1896 | 1905 | 1926 | 1939 | 1958 |
| ---- | ---- | ---- | ---- | ---- | ---- | ---- |
| 47   | ↗100 | ↘86  | ↗94  | ↗195 | ↘158 | ↘101 |
| 1997 | 2002 | 2007 | 2010 | 2013 | 2017 |      |
| ↘16  | ↗28  | ↘22  | ↗31  | ↗39  | ↘29  |      |